# Jeff Young
Jeff Young (født 31. marts 1962) er en amerikansk guitarist og tidligere medlem af thrash metal-bandet Megadeth fra 1987 til 1988. Han medvirkede kun på bandets tredje album So Far, So Good... So What!. Han afløste guitaristen Chris Poland og blev et år senere selv afløst af Marty Friedman. Han er i dag solokunstner.